# Llorenç Bau
Llorenç Bau i Andreu (Barcelona, 23 d'octubre de 1857 - Barcelona, 23 de desembre de 1916), va ser pianista i pedagog.
Fou fill de Llorenç Bau i Pujol i d'Anna Andreu i Anglada, ambdós naturals de Vic. Va néixer a Barcelona, però quan era jove marxà a Vic per estudiar amb el mestre Colell. Als onze anys ja tocava l'orgue a les esglésies de la zona. Anà a Barcelona el 1874 per progressar en els estudis musicals amb mestres com Bernat Calvó Puig i Capdevila i Gabriel Balart. Guanyà el primer premi del concurs Pujol l'any 1878. A partir d'aquí aniria a París per ampliar coneixements amb Anton-François Marmontel. Quan el seu pare caigué malalt tornà a Barcelona dedicant gran part del seu temps a la docència. Una de les seves alumnes predilectes fou Carme Bonaplata, filla de l'actor i escriptor Teodor Bonaplata, amb qui s'acabaria casant. Van tenir dos fills: Carme i Llorenç. La seva filla, Carme Bau i Bonaplata, fou també cantant.